# Bashar Matti Warda
Bashar Matti Warda (àrab: بشار متي وردة, Baxxār Mattī Warda) (Bagdad, 15 de maig de 1969) és un religiós i arquebisbe iraquià. Va ser ordenat sacerdot el 1993. El 1997 s'incardinà a l'Orde Redemptorista.
El 24 de maig de 2010, el papa Benet XVI el nomenà arxieparca caldeu d'Erbil, càrrec en què va succeir Yacoub Denha Scher. Fou consagrat bisbe el 30 de juliol de 2010 pel patriarca de Babilònia dels Caldeus Manuel III Delly.

## Galeria fotogràfica

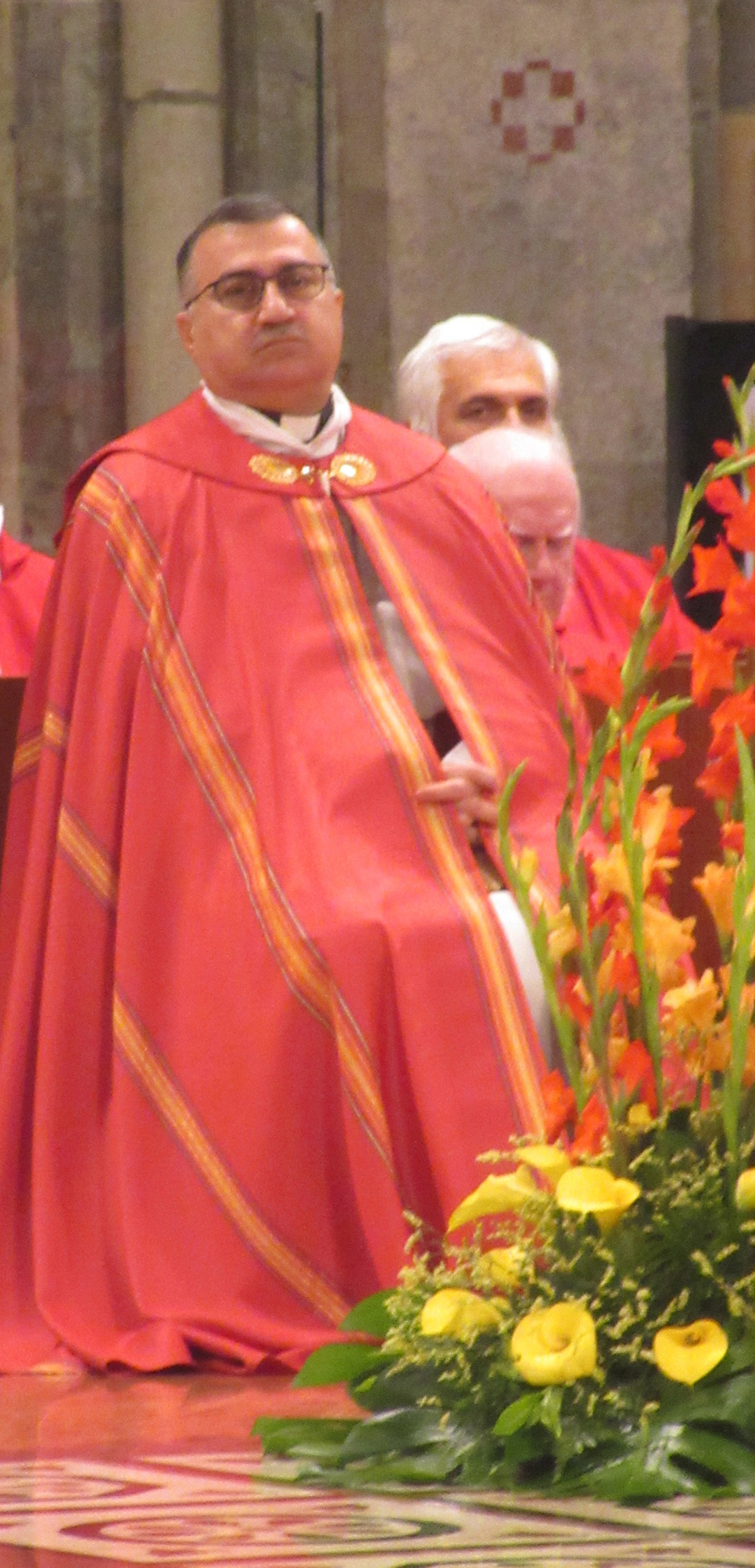
Monsenyor Warda a la vigília de la nit de Pentecosta a la seu de Lodi, 14 de maig de 2016.
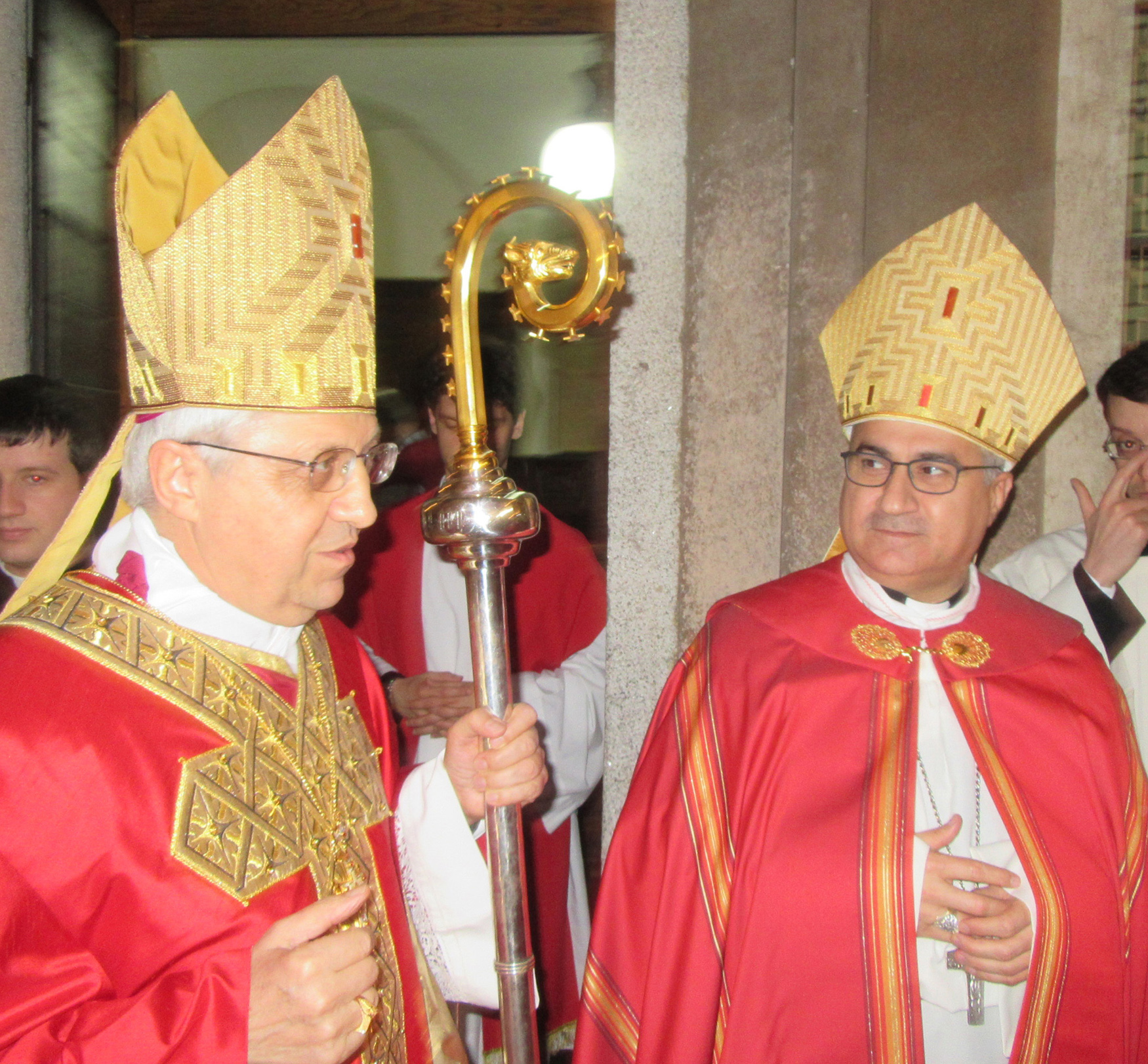
Monsenyor Warda (dreta) amb monsenyor Mauricio Malvestiti a la vigília de la nit de Pentecosta a la seu de Lodi, 14 de maig de 2016.